# Ansteadbrook
Ansteadbrook – wieś w Anglii, w hrabstwie Surrey. Leży 62 km na południowy zachód od centrum Londynu.